# Larisa Popova
Larisa Popova, född den 9 april 1957 i Tiraspol i Ryssland, är en sovjetisk roddare.
Hon tog OS-guld i dubbelsculler i samband med de olympiska roddtävlingarna 1980 i Moskva.